# Dothidasteroma casuarinae
Dothidasteroma casuarinae är en svampart som beskrevs av H.J. Swart 1988. Dothidasteroma casuarinae ingår i släktet Dothidasteroma och familjen Parmulariaceae.   Inga underarter finns listade i Catalogue of Life.